# كين إنغلوند
كين إنغلوند (بالإنجليزية: Ken Englund)‏ هو كاتب سيناريو أمريكي، ولد في 6 مايو 1914 في شيكاغو في الولايات المتحدة، وتوفي في 10 أغسطس 1993 في لوس أنجلوس في الولايات المتحدة.

## وصلات خارجية
- كين إنغلوند على موقع IMDb (الإنجليزية)
- كين إنغلوند على موقع قاعدة بيانات الفيلم (الإنجليزية)